# Mónica Almeida López
Mónica Almeida López (Guadalajara, 3 de abril de 1970), psicóloga y política mexicana. Es psicóloga y maestra en tecnologías para el aprendizaje por la Universidad de Guadalajara y Doctora en Análisis, Ordenación y Representación del Territorio con Orientación en Cooperación y Bienestar Social por la Universidad de Oviedo, España. Es miembro del Partido de la Revolución Democrática. A partir del 1° de septiembre de 2018 es diputada federal por el Distrito electoral federal 18 de Jalisco.
Antes de la diputación se desempeñó como rectora del Centro Universitario de los Valles (Ameca, Jalisco), secretario de la Vicerrectoría Ejecutiva, jefe de Unidad de la Dirección General de Medios de la U de G, secretario técnico de la Vicerrectoría Ejecutiva, secretario académico del Campus Universitario de los Valles, secretario administrativo del Campus Universitario de los Valles, secretario administrativo del Centro Universitario de la Costa, coordinadora de Personal, Centro Universitario de Ciencias de la Salud, en la Universidad de Guadalajara.
En los 1992 - 1994 fue diputada federal suplente de la LVI Legislatura del H. Congreso de la Unión, México, D.F., Grupo de Diputados Independientes.
Diputada del Congreso del Estado de Jalisco en la LXI Legislatura del período 2015 al 2018 por la vía plurinominal, en donde formó parte de las siguientes comisiones:
Junta de Coordinación Política - Coordinadora
Justicia - Presidenta (2017-2018)
Responsabilidades - Vocal
Asuntos Electorales - Vocal
Desarrollo Regional - Presidenta (2015-2017)
Comité - Biblioteca, Archivo y Editorial - Vocal
Especial para la Gestión Integral del Agua en el Estado - Presidenta (2017)
Vigilancia - Vocal Comité - Proceso Legislativo - Vocal
Puntos Constitucionales, Estudios Legislativos y Reglamentos - Vocal
Hacienda y Presupuestos - Vocal
Administración - Vocal
Especial del Sistema Estatal Anticorrupción - Presidenta (2018)
Como diputada local en la LXI Legislatura en el Estado de Jalisco, presentó más de 60 iniciativas de ley entre las que podemos mencionar:
- Cultura para la paz.[6]
- Democracia energética.[7]
- Desarrollo Regional Sostenible.[8][9][6]
- Energías alternativas y renovables.[10]
- Gestión pública de calidad.[11][6]
- Iniciativa de decreto que reforma los artículos 3, 4, 7, 8, 9 y 60 de la Ley de Promoción y Derecho Artesanal del estado de Jalisco.[12][13]
- Iniciativa para adicionar el artículo 107-Ter, fracción III, inciso d, de la Constitución Política del estado de Jalisco.[14]
- Mínimo vital.[15][16][6]
- Movilidad con calidad.[17]
- Presupuesto basado en derechos humanos.[18]
- Propuesta para crear la nueva ley de vivienda del estado de Jalisco.[19]

Actualmente es Diputada Distrito Electoral Federal 18 de Jalisco por la vía de elección popular, en donde forma parte de las comisiones:
Energía - ordinaria
Marina - Presidente
Vivienda - Secretaría.